# عملات تذكارية من الذهب والفضة باليورو (الفاتيكان)
العملات التذكارية الذهبية والفضية باليورو في الفاتيكان هي عملات اليورو الخاصة المسكوكة في دولة الفاتيكان، والتي على الرغم من أنها ليست عضوًا في الاتحاد الأوروبي، فإنّها عضو في منطقة اليورو منذ عام 2002، وقد حل اليورو منذ ذلك الحين محل الليرة الفاتيكانية كعملة رسمية للفاتيكان. أبرمت الدول الأعضاء في منطقة اليورو منذ عام 2002 اتفاقية خاصة مع الاتحاد الأوروبي تسمح للفاتيكان بسك عدد محدود من عملات اليورو. وتتناول هذه المقالة تحديدًا عملات الفاتيكان التذكارية المصنوعة من الذهب والفضة (أو معادن ثمينة أخرى) من اليورو، ولا تشمل العملات التذكارية التي سبقت اليورو في الفاتيكان.

## التاريخ
يُعتبر اليورو هو العملة الرسمية المُستخدمة في الفاتيكان منذ عام 2002، على الرغم من كونها ليست عضوًا في الاتحاد الأوروبي، ويتولى مكتب الطوابع والعملات في دولة الفاتيكان إصدار عملات اليورو الفاتيكانية، والتي يتم سكّها بمعرفة معهد بوليغرافيكو إي زيكا ديلو ستاتو في مدينة روما بإيطاليا. صدرت أول سلسلة من عملات يورو الفاتيكان التذكارية عام 2002 في مجموعة مخصصة لهواة جمع العملات، وقد حملت هذه العملات على وجهها الأمامي صورة للبابا يوحنا بولس الثاني، وتمتعت بهامش ربح مرتفع، حيث تجاوز سعر مجموعة عملات عام 2002 التذكارية من يورو الفاتيكان والمخصصة لهواة الجمع ألف يورو.
وبعد وفاة البابا يوحنا بولس الثاني في أبريل (نيسان) 2005، أصدرت دولة الفاتيكان سلسلة أخرى من العملات المعدنية الخاصة خلال فترة خلو الكرسي الرسولي، وحملت هذه العملات شعار الغرفة الرسولية، وهو عبارة عن نقش لمفتاحين متقاطعين تحت مظلة، إلى جانب شعار نبالة الكاميرلينغو (رئيس كهنة الكنيسة الرومانية المقدسة)، وكان حينها الكاردينال إدواردو مارتينيز سومالو.
ثُم صدرت السلسلة الثالثة من عملات اليورو الفاتيكانية في 27 أبريل (نيسان) 2006، وكانت تحمل صورة البابا بنديكتوس السادس عشر، كما نُقش عليها عبارة "مدينة الفاتيكان" بالإضافة إلى نجوم أوروبا الاثنتي عشرة. وقد نُشرت تفاصيل هذا التصميم في الجريدة الرسمية للاتحاد الأوروبي. وفي مارس (أذار) عام 2014 صدرت سلسلة جديدة من عملات اليورو الفاتيكانية العادية، وحملت عملات هذه السلسلة ثلاث صور مختلفة للبابا فرانسيس، ثُمّ أصدرت الفاتيكان في نفس العام سلسلة عملات معدنية تذكارية من فئة 20 يورو وفئة 50 يورو تكريمًا لكل من البابا يوحنا الثالث والعشرين والبابا يوحنا بولس الثاني، بعدما أعلن كلا البابوين كقديسين في أبريل (نيسان) 2014. لم تعد أيًا الفئات الثماني من عملات اليورو الفاتيكانية العاديّة أو التذكاريّة تحمل صورة البابا فرنسيس اعتبارًا من مارس (أذار) 2017، بعدما أصدر البابا فرانسيس قرارًا بالتوقُّف عن استخدام صوره على العملات المعدنية المسكوكة أو النقود الورقية في الفاتيكان. وبدلًا من ذلك، أصبحت عملات اليورو الفاتيكانية المعدنية، العاديّة أو التذكاريّة، تحمل شعار النبالة البابوي الخاص به فقط. من المتوقع بعد انتخاب البابا ليون الرابع عشر إصدار سلسلة جديدة من عملات اليورو الفاتيكانية التي تحمل صورته.

## عملات 2 يورو التذكارية في الفاتيكان
تُعتبر عملات اليورو التذكارية من فئة 2 يورو هي الفئة الوحيدة من عملات التذكارية، والتي تُعتبر عملات قانونية يُسمح بتداولها في جميع دول منطقة اليورو . بدأت الدول الأعضاء في الاتحاد الأوروبي في إصدار هذه الفئة من العملات، وتداولها كعملات قانونية في عام 2004، على عكس عملات اليورو التذكاريّة من الفئات الأعلى، والتي غالبًا ما تُصنع من معادن ثمينة، وتكون مُخصّصة لهواة جمع العملات، ولا يُسمح بتداولها واستخدامها كعملة قانونية في باقي دول الاتحاد الأوروبي. تُسكّ هذه العملات عادةً في مناسبات خاصة لكي تُخلّد ذكرى أحداث تاريخية أو أحداث جارية ذات أهمية خاصة. سمحت قوانين منطقة اليورو بدءًا من عام 2012 لكُلّ دولة من الدول الأعضاء باليورو بإصدار عُملتين تذكاريتين فقط سنويًا، على ألّا يشمل ذلك العُملات الشائعة. أصدرت دول الاتحاد الأوروبي 548 إصدارًا مختلفًا من العملات التذكارية من فئة 2 يورو حتى نهاية عام 2024، وكانت الفاتيكان واحدة من الدول التي أصدرت عملة 2 يورو تذكاريّة واحدة أو أكثر سنويًّا منذ عام 2004، إلى جانب كل من فنلندا، وإيطاليا، ولوكسمبورغ، وسان مارينو. ويوضح الجدول التالي أهم إصدارات الفاتيكان من عملات 2 يورو المعدنية التذكارية:
| سنة الإصدار | مناسبة الإصدار                                            |
| ----------- | --------------------------------------------------------- |
| 2004        | الذكرى السنوية الخامسة والسبعون لتأسيس دولة الفاتيكان     |
| 2005        | اليوم العالمي العشرون للشباب في كولونيا                   |
| 2006        | الذكرى السنوية الخمسمائة للحرس البابوي السويسري           |
| 2007        | الذكرى السنوية الثمانون لميلاد البابا بنديكتوس السادس عشر |
| 2008        | عام الرسول                                                |
| 2009        | عام علم الفلك العالمي                                     |
| 2010        | عام الكهنة                                                |
| 2011        | يوم الشباب العالمي السادس والعشرون في مدريد               |
| 2012        | اللقاء العالمي السابع للعائلات                            |
| 2013        | يوم الشباب العالمي الثامن والعشرون في ريو دي جانيرو       |
| 2013        | يوم العطلة                                                |
| 2014        | الاحتفال بمرور 25 عامًا على سقوط جدار برلين                |
| 2015        | اللقاء الثامن للعائلات                                    |
| 2016        | يوبيل الرحمة                                              |
| 2016        | إحياء الذكرى المئوية الثانية لتأسيس شرطة الفاتيكان        |
| 2017        | الذكرى المئوية لظهورات القديسة فاطيما                     |
| 2017        | إحياء الذكرى السنوية 1950 لاستشهاد القديسين بطرس وبولس    |

## عملات اليورو المعدنية التذكارية لهواة الجمع في الفاتيكان

### عملات 2002
| | أوروبا، مشروع السلام والوحدة             |                                    |                            |  |
| المصمم: باولو بورغي | المصمم: باولو بورغي                      | دار سك العملة في الفاتيكان         | دار سك العملة في الفاتيكان |  |
| القيمة: 5 يورو | السبيكة: Ag 925/1000 (فضة)               | الكمية: 10,000                     | الجودة: إثبات              |  |
| صادر في: 10 سبتمبر (أيلول) 2002 | القطر: 32 مـم (1.26 بوصة)                | الوزن: 18 غ (0.63 أونصة؛ 0.58 ozt) | القيمة السوقية: 37 يورو    |  |
| نُقشت حول محيط هذه العملة عبارة +++TOTUS TUUS+++MMII |                                          |                                    |                            |  |
| |                                          |                                    |                            |  |
| | لا سلام بدون عدالة، ولا عدالة بدون غفران |                                    |                            |  |
| المصمم: فلوريانو بوديني | المصمم: فلوريانو بوديني                  | دار سك العملة في الفاتيكان         | دار سك العملة في الفاتيكان |  |
| القيمة: 10 يورو | الجودة: إثبات                            | الكمية: 10,000                     | القيمة السوقية: 45 يورو    |  |
| صادر في: 16 ديسمبر (كانون الأول) 2002 | القطر: 34 مـم (1.34 بوصة)                | الوزن: 22 غ (0.78 أونصة؛ 0.71 ozt) | السبيكة: Ag 925 (فضة)      |  |
| كانت عبارة "لا سلام بدون عدالة، ولا عدالة بدون غفران" هي رسالة بابا الفاتيكان الراحل يوحنا بولس الثاني ضمن خطابه الذي ألقاه في الأول من يناير (كانون الثاني) عام 2002 بمناسبة يوم السلام العالمي. |                                          |                                    |                            |  |
| |                                          |                                    |                            |  |
| | قوس نويل                                 |                                    |                            |  |
| المصمم: فلوريانو بوديني | المصمم: فلوريانو بوديني                  | دار سك العملة في الفاتيكان         | دار سك العملة في الفاتيكان |  |
| القيمة: 20 يورو | السبيكة:Au 917 (ذهب)                     | الكمية: 500,000 100,000            | الجودة:إثبات               |  |
| صادر في: 16 ديسمبر (كانون الأول) 2002 | القطر: 21 مـم (0.83 بوصة)                | الوزن: 6 غ (0.21 أونصة؛ 0.19 ozt)  | القيمة السوقية: 152 يورو   |  |
| شكلت هذه العملة المعدنية جزءًا من برنامج مدته ثلاث سنوات بعنوان "جذور الإيمان"، والذي صدر بموجبه العديد من العملات المعدنية خلال عامي 2003 و2004.                                                  |                                          |                                    |                            |  |
| |                                          |                                    |                            |  |
| | ذبيحة إبراهيم                            |                                    |                            |  |
| المصمم: فلوريانو بوديني | المصمم: فلوريانو بوديني                  | دار سك العملة:-                    | دار سك العملة:-            |  |
| القيمة: 50 يورو | السبيكة: Au 917 (ذهب)                    | الكمية: 2800                       | الجودة:إثبات               |  |
| صادر في: 16 ديسمبر (كانون الأول) 2002 | القطر: 28 مـم (1.10 بوصة)                | الوزن: 15 غ (0.53 أونصة؛ 0.48 ozt) | القيمة السوقية: 380 يورو   |  |
| شكلت هذه العملة المعدنية جزءًا من برنامج مدته ثلاث سنوات بعنوان "جذور الإيمان"، والذي صدر بموجبه العديد من العملات المعدنية خلال عامي 2003 و2004.                                                  |                                          |                                    |                            |  |

### عملات 2003
| | سنة المسبحة الوردية                                     |                                    |                          |  |
| المصمم: رويرتو موري | المصمم: رويرتو موري                                     | دار سك العملة:-                    | دار سك العملة:-          |  |
| القيمة: 5 يورو | السبيكة: Ag 925 (فضة)                                   | الكمية: 10,000                     | الجودة: غير معروف        |  |
| صادر في: 14 أكتوبر (تشرين الأول) 2003 | القطر: 32 مـم (1.26 بوصة)                               | الوزن: 18 غ (0.63 أونصة؛ 0.58 ozt) | القيمة السوقية: 40 يورو  |  |
| |                                                         |                                    |                          |  |
| | الذكرى الخامسة والعشرون لحبرية البابا يوحنا بولس الثاني |                                    |                          |  |
| المصمم: أميليا ميستيكيلي | المصمم: أميليا ميستيكيلي                                | دار سك العملة:-                    | دار سك العملة:-          |  |
| القيمة: 10 يورو | السبيكة: Ag 925 (فضة)                                   | الكمية: 10,000                     | الجودة: غير معروف        |  |
| صادر في: 14 أكتوبر (تشرين الأول) 2003 | القطر: 34 مـم (1.34 بوصة)                               | الوزن: 22 غ (0.78 أونصة؛ 0.71 ozt) | القيمة السوقية: 40 يورو  |  |
| |                                                         |                                    |                          |  |
| | إنقاذ موسى من النهر                                     |                                    |                          |  |
| المصمم: فلوريانو بوديني | المصمم: فلوريانو بوديني                                 | دار سك العملة: -                   | دار سك العملة: -         |  |
| القيمة: 20 يورو | الجودة: غير معروف                                       | الكمية: 2800                       | القيمة السوقية:152 يورو  |  |
| صادر في: 14 أكتوبر (تشرين الأول) 2003 | القطر: 21 مـم (0.83 بوصة)                               | الوزن: 6 غ (0.21 أونصة؛ 0.19 ozt)  | السبيكة: Au 917 (ذهب)    |  |
| شكلت هذه العملة المعدنية جزءًا من برنامج مدته ثلاث سنوات بعنوان "جذور الإيمان"، والذي صدرت بموجبه العديد من العملات المعدنية كانت أول سلسلة منها في عام 2002. |                                                         |                                    |                          |  |
| |                                                         |                                    |                          |  |
| | الوصايا العشر                                           |                                    |                          |  |
| المصمم: فلوريانو بوديني | المصمم: فلوريانو بوديني                                 | دار سك العملة:-                    | دار سك العملة:-          |  |
| القيمة: 50 يورو | السبيكة: Au 917 (ذهب)                                   | الكمية: 2800                       | الجودة: غير معروف        |  |
| صادر في: 14 أكتوبر (تشرين الأول) 2003 | القطر: 28 مـم (1.10 بوصة)                               | الوزن: 15 غ (0.53 أونصة؛ 0.48 ozt) | القيمة السوقية: 380 يورو |  |
| شكلت هذه العملة المعدنية جزءًا من برنامج مدته ثلاث سنوات بعنوان "جذور الإيمان"، والذي صدرت بموجبه العديد من العملات المعدنية كانت أول سلسلة منها في عام 2002. |                                                         |                                    |                          |  |

### عملات 2004
| | الذكرى السنوية الـ 150 لإعلان عقيدة الحبل بلا دنس                      |                                    |                          |  |
| المصمم: أميليا ميستيكيلي | المصمم: أميليا ميستيكيلي                                               | دار سك العملة:-                    | دار سك العملة:-          |  |
| القيمة: 5 يورو | السبيكة: Ag 925 (فضة)                                                  | الكمية: 13,000                     | الجودة: غير معروف        |  |
| صادر في: 28 أكتوبر (تشرين الأول) 2004 | القطر: 32 مـم (1.26 بوصة)                                              | الوزن: 18 غ (0.63 أونصة؛ 0.58 ozt) | القيمة السوقية: 43 يورو  |  |
| |                                                                        |                                    |                          |  |
| | "الحق الدولي، طريق للسلام" بمناسبة الاحتفال باليوم العالمي للسلام 2004 |                                    |                          |  |
| المصمم: أميليا ميستيكيلي | المصمم: أميليا ميستيكيلي                                               | دار سك العملة:-                    | دار سك العملة:-          |  |
| القيمة: 10 يورو | السبيكة: Ag 925 (فضة)                                                  | الكمية: 13,000                     | الجودة: غير معروف        |  |
| صادر في: 28 أكتوبر (تشرين الأول) 2004 | القطر: 34 مـم (1.34 بوصة)                                              | الوزن: 22 غ (0.78 أونصة؛ 0.71 ozt) | القيمة السوقية: 51 يورو  |  |
| |                                                                        |                                    |                          |  |
| | داود وجالوت                                                            |                                    |                          |  |
| المصمم: فلوريانو بوديني | المصمم: فلوريانو بوديني                                                | دار سك العملة:-                    | دار سك العملة:-          |  |
| القيمة: 20 يورو | السبيكة: Au 917 (ذهب)                                                  | الكمية: 3,050                      | الجودة:إثبات             |  |
| صادر في: 28 أكتوبر (تشرين الأول) 2004 | القطر: 21 مـم (0.83 بوصة)                                              | الوزن: 6 غ (0.21 أونصة؛ 0.19 ozt)  | القيمة السوقية: 152 يورو |  |
| شكلت هذه العملة المعدنية، إلى جانب عملة أخرى، آخر إصدارات سلسلة عملات تذكارية تكونت من 6 عملات معدنية بعنوان "جذور الإيمان" والتي أصدرت على مدى 3 سنوات، بحيث أصدرت عملتين في كل عام.                          |                                                                        |                                    |                          |  |
| |                                                                        |                                    |                          |  |
| | حكم سليمان                                                             |                                    |                          |  |
| المصمم: فلوريانو بوديني | المصمم: فلوريانو بوديني                                                | دار سك العملة:-                    | دار سك العملة:-          |  |
| القيمة: 50 يورو | الجودة:إثبات                                                           | الكمية: 3,050                      | القيمة السوقية:380       |  |
| صادر في: 28 أكتوبر (تشرين الأول) 2004 | القطر: 28 مـم (1.10 بوصة)                                              | الوزن: 15 غ (0.53 أونصة؛ 0.48 ozt) | السبيكة: Au 917 (ذهب)    |  |
| شكلت هذه العملة المعدنية، إلى جانب عملة داود وجالوت التذكارية السابقة، آخر إصدارات سلسلة عملات تذكارية تكونت من 6 عملات معدنية بعنوان "جذور الإيمان" والتي أصدرت على مدى 3 سنوات، بحيث أصدرت عملتين في كل عام. |                                                                        |                                    |                          |  |

### عملات 2005
| | الكرسي البابوي الشاغر                             |                                      |                          |  |
| المصمم: دانييلا لونغو | المصمم: دانييلا لونغو                             | دار سك العملة:-                      | دار سك العملة:-          |  |
| القيمة: 5 يورو | الجودة: غير معروف                                 | الكمية: 13,440                       | القيمة السوقية: 50 يورو  |  |
| صادر في: 30 يونيو (حزيران) 2005 | القطر: 32 مـم (1.26 بوصة)                         | الوزن: 17.3 غ (0.61 أونصة؛ 0.56 ozt) | السبيكة: Ag 925 (فضة)    |  |
| توفي البابا يوحنا بولس الثاني عام ٢٠٠٥، فأصبح منصب الكرسي البابوي شاغرًا. خلال هذه الفترة، لذلك أصدرت دولة الفاتيكان هذه العملة التذكارية. |                                                   |                                      |                          |  |
| |                                                   |                                      |                          |  |
| | إحياء الذكرى الستون لنهاية الحرب العالمية الثانية |                                      |                          |  |
| المصمم: أوريتا روسي | المصمم: أوريتا روسي                               | دار سك العملة:-                      | دار سك العملة:-          |  |
| القيمة: 5 يورو | السبيكة: Ag 925 (فضة)                             | الكمية: 13,000                       | الجودة:إثبات             |  |
| صادر في: 6 ديسمبر (كانون الأول) 2005 | القطر: 32 مـم (1.26 بوصة)                         | الوزن: 18 غ (0.63 أونصة؛ 0.58 ozt)   | القيمة السوقية: 50 يورو  |  |
| كانت هذه أول عملة تذكارية تحمل صورة البابا بنديكتوس السادس عشر. |                                                   |                                      |                          |  |
| |                                                   |                                      |                          |  |
| | سنة القربان المقدس                                |                                      |                          |  |
| المصمم: غيدو فيروي | المصمم: غيدو فيروي                                | دار سك العملة:-                      | دار سك العملة:-          |  |
| القيمة: 10 يورو | السبيكة: Ag 925 (فضة)                             | الكمية: 13,000                       | الجودة:إثبات             |  |
| صادر في: 6 ديسمبر (كانون الأول) 2005 | القطر: 34 مـم (1.34 بوصة)                         | الوزن: 22 غ (0.78 أونصة؛ 0.71 ozt)   | القيمة السوقية: 60 يورو  |  |
| |                                                   |                                      |                          |  |
| | أسرار التنشئة المسيحية: المعمودية                 |                                      |                          |  |
| المصمم: غيدو فيروي، ودانييلا فوسكو | المصمم: غيدو فيروي، ودانييلا فوسكو                | دار سك العملة:-                      | دار سك العملة:-          |  |
| القيمة: 20 يورو | السبيكة: Au 917 (ذهب)                             | الكمية: 3,046                        | الجودة:إثبات             |  |
| صادر في: 6 ديسمبر (كانون الأول) 2005 | القطر: 21 مـم (0.83 بوصة)                         | الوزن: 6 غ (0.21 أونصة؛ 0.19 ozt)    | القيمة السوقية: 160 يورو |  |
| تُعتبر ثلاثة من الأسرار السبعة المقدسة في المسيحية أساسيةً في ترسيخ الإيمان المسيحي، وهي المعمودية والتثبيت والقربان المقدس. خصصت الفاتيكان برنامجًا مدته ثلاث سنوات (2005-2007) لهذه الأسرار الثلاثة، بواقع عام لكل منها. وخُصصت عملات عام 2005 التذكارية لسر المعمودية. |                                                   |                                      |                          |  |
| |                                                   |                                      |                          |  |
| | أسرار التنشئة المسيحية: المعمودية                 |                                      |                          |  |
| المصمم: غيدو فيروي، ودانييلا فوسكو | المصمم: غيدو فيروي، ودانييلا فوسكو                | دار سك العملة:-                      | دار سك العملة:-          |  |
| القيمة: 50 يورو | الجودة:إثبات                                      | الكمية: 3,044                        | القيمة السوقية: 400 يورو |  |
| صادر في: 6 ديسمبر (كانون الأول) 2005 | القطر: 28 مـم (1.10 بوصة)                         | الوزن: 15 غ (0.53 أونصة؛ 0.48 ozt)   | السبيكة: Au 917 (ذهب)    |  |
| تُعتبر ثلاثة من الأسرار السبعة المقدسة في المسيحية أساسيةً في ترسيخ الإيمان المسيحي، وهي المعمودية والتثبيت والقربان المقدس. خصصت الفاتيكان برنامجًا مدته ثلاث سنوات (2005-2007) لهذه الأسرار الثلاثة، بواقع عام لكل منها. وخُصصت عملات عام 2005 التذكارية لسر المعمودية. |                                                   |                                      |                          |  |

### عملات 2006
| | جيان لورنزو بيرنيني                             |                                    |                          |  |
| المصمم: غابرييلا تيتو | المصمم: غابرييلا تيتو                           | دار سك العملة:-                    | دار سك العملة:-          |  |
| القيمة: 10 يورو | السبيكة: Ag 925 (فضة)                           | الكمية: 14,160                     | الجودة:إثبات             |  |
| صادر في: 9 نوفمبر (تشرين الثاني) 2006 | القطر: 22 مـم (0.87 بوصة)                       | الوزن: 34 غ (1.20 أونصة؛ 1.09 ozt) | القيمة السوقية: 60 يورو  |  |
| |                                                 |                                    |                          |  |
| | "السلام الحقيقي" شعار اليوم العالمي للسلام 2006 |                                    |                          |  |
| المصمم: دانييلا لونغو | المصمم: دانييلا لونغو                           | دار سك العملة:-                    | دار سك العملة:-          |  |
| القيمة: 5 يورو | السبيكة: Ag 925 (فضة)                           | الكمية: 14,160                     | الجودة:إثبات             |  |
| صادر في: 9 نوفمبر (تشرين الثاني) 2006 | القطر: 32 مـم (1.26 بوصة)                       | الوزن: 18 غ (0.63 أونصة؛ 0.58 ozt) | القيمة السوقية: 50 يورو  |  |
| |                                                 |                                    |                          |  |
| | أسرار التنشئة المسيحية: التثبيت                 |                                    |                          |  |
| المصمم: غيدو فيروي | المصمم: غيدو فيروي                              | دار سك العملة:-                    | دار سك العملة:-          |  |
| القيمة: 20 يورو | السبيكة: Au 917 (ذهب)                           | الكمية: 3,326                      | الجودة:إثبات             |  |
| صادر في: 9 نوفمبر (تشرين الثاني) 2006 | القطر: 21 مـم (0.83 بوصة)                       | الوزن: 6 غ (0.21 أونصة؛ 0.19 ozt)  | القيمة السوقية: 160 يورو |  |
| تُعتبر ثلاثة من الأسرار السبعة المقدسة في المسيحية أساسيةً في ترسيخ الإيمان المسيحي، وهي المعمودية والتثبيت والقربان المقدس. خصصت الفاتيكان برنامجًا مدته ثلاث سنوات (2005-2007) لهذه الأسرار الثلاثة، بواقع عام لكل منها. وخُصصت عملات عام 2006 التذكارية لسر التثبيت. |                                                 |                                    |                          |  |
| |                                                 |                                    |                          |  |
| | أسرار التنشئة المسيحية: التثبيت                 |                                    |                          |  |
| المصمم: غيدو فيروي | المصمم: غيدو فيروي                              | دار سك العملة:-                    | دار سك العملة:-          |  |
| القيمة: 50 يورو | الجودة:إثبات                                    | الكمية: 3,324                      | القيمة السوقية: 400 يورو |  |
| صادر في: 9 نوفمبر (تشرين الثاني) 2006 | القطر: 28 مـم (1.10 بوصة)                       | الوزن: 15 غ (0.53 أونصة؛ 0.48 ozt) | السبيكة: Au 917 (ذهب)    |  |
| تُعتبر ثلاثة من الأسرار السبعة المقدسة في المسيحية أساسيةً في ترسيخ الإيمان المسيحي، وهي المعمودية والتثبيت والقربان المقدس. خصصت الفاتيكان برنامجًا مدته ثلاث سنوات (2005-2007) لهذه الأسرار الثلاثة، بواقع عام لكل منها. وخُصصت عملات عام 2006 التذكارية لسر التثبيت. |                                                 |                                    |                          |  |

### عملات 2007
| | شعار اليوم العالمي الحادي والثمانون للبعثات: كل الكنائس لكل العالم |                                    |                          |  |
| المصمم: أوريتا روسي | المصمم: أوريتا روسي                                                | دار سك العملة:-                    | دار سك العملة:-          |  |
| القيمة: 5 يورو | السبيكة: Ag 925 (فضة)                                              | الكمية: 13,694                     | الجودة:إثبات             |  |
| صادر في: 23 أكتوبر (تشرين الأول) 2007 | القطر: 32 مـم (1.26 بوصة)                                          | الوزن: 18 غ (0.63 أونصة؛ 0.58 ozt) | القيمة السوقية: 50 يورو  |  |
| |                                                                    |                                    |                          |  |
| | شعار اليوم العالمي للسلام 2007: الإنسان، جوهر السلام               |                                    |                          |  |
| المصمم: دي سيتا - ماسيني | المصمم: دي سيتا - ماسيني                                           | دار سك العملة:-                    | دار سك العملة:-          |  |
| القيمة: 10 يورو | السبيكة: Ag 925 (فضة)                                              | الكمية: 13,693                     | الجودة:إثبات             |  |
| صادر في: 23 أكتوبر (تشرين الأول) 2007 | القطر: 34 مـم (1.34 بوصة)                                          | الوزن: 22 غ (0.78 أونصة؛ 0.71 ozt) | القيمة السوقية: 60 يورو  |  |
| |                                                                    |                                    |                          |  |
| | أسرار التنشئة المسيحية: القربان المقدس                             |                                    |                          |  |
| المصمم: غيدو فيروي | المصمم: غيدو فيروي                                                 | دار سك العملة:-                    | دار سك العملة:-          |  |
| القيمة: 20 يورو | السبيكة: Au 917 (ذهب)                                              | الكمية: 3,426                      | الجودة:إثبات             |  |
| صادر في: 23 أكتوبر (تشرين الأول) 2007 | القطر: 21 مـم (0.83 بوصة)                                          | الوزن: 6 غ (0.21 أونصة؛ 0.19 ozt)  | القيمة السوقية: 160 يورو |  |
| تُعتبر ثلاثة من الأسرار السبعة المقدسة في المسيحية أساسيةً في ترسيخ الإيمان المسيحي، وهي المعمودية والتثبيت والقربان المقدس. خصصت الفاتيكان برنامجًا مدته ثلاث سنوات (2005-2007) لهذه الأسرار الثلاثة، بواقع عام لكل منها. وخُصصت عملات عام 2007 التذكارية لسر القربان المقدس. |                                                                    |                                    |                          |  |
| |                                                                    |                                    |                          |  |
| | أسرار التنشئة المسيحية: القربان المقدس                             |                                    |                          |  |
| المصمم: غيدو فيروي | المصمم: غيدو فيروي                                                 | دار سك العملة:-                    | دار سك العملة:-          |  |
| القيمة: 50 يورو | الجودة:إثبات                                                       | الكمية: 3,424                      | القيمة السوقية: 400 يورو |  |
| صادر في: 23 أكتوبر (تشرين الأول) 2007 | القطر: 28 مـم (1.10 بوصة)                                          | الوزن: 5 غ (0.18 أونصة؛ 0.16 ozt)  | السبيكة: Au 917 (ذهب)    |  |
| تُعتبر ثلاثة من الأسرار السبعة المقدسة في المسيحية أساسيةً في ترسيخ الإيمان المسيحي، وهي المعمودية والتثبيت والقربان المقدس. خصصت الفاتيكان برنامجًا مدته ثلاث سنوات (2005-2007) لهذه الأسرار الثلاثة، بواقع عام لكل منها. وخُصصت عملات عام 2007 التذكارية لسر القربان المقدس. |                                                                    |                                    |                          |  |

### عملات 2008
|                                 | خلق الإنسان               |                                    |                          |
| المصمم: أوليانا بيرنازا         | المصمم: أوليانا بيرنازا   | دار سك العملة:-                    | دار سك العملة:-          |
| القيمة: 100 يورو                | السبيكة: Au 917 (ذهب)     | الكمية: 960                        | الجودة:إثبات             |
| صادر في: 24 يونيو (حزيران) 2008 | القطر: 35 مـم (1.38 بوصة) | الوزن: 30 غ (1.06 أونصة؛ 0.96 ozt) | القيمة السوقية: 980 يورو |